# Ytre Raunholmen
Ytre Raunholmen est une île dans le landskap Sunnhordland du comté de Vestland. Elle appartient administrativement à Masfjorden.

## Géographie
Rocheuse et couverte d'une légère végétation, elle s'étend sur environ 165 m de longueur pour une largeur approximative maximale de 92 m. 